# Fritzi Ridgeway
Fritzi Ridgeway (Missoula, Montana; 8 de abril de 1898 – Lancaster, California; 29 de marzo de 1961), también conocida como Fritzie Ridgeway, fue una actriz de cine mudo, actriz de vodevil y hostelera estadounidense. Aunque protagonizó numerosas películas, quizá sea más conocida por su trabajo en películas wéstern mudas.
Nacida en Montana, Fredricka Berneice Hawkes trabajó como actriz de vodevil y amazona profesional antes de debutar en el cine en 1916. Apareció en 63 películas entre 1916 y 1934, con papeles destacados en películas del Oeste durante gran parte de su carrera. Otros papeles notables incluyen papeles secundarios en el drama de Tod Browning The Unpainted Woman (1919) y The Enemy (1927).
Ridgeway se retiró oficialmente de la actuación en 1934, y su última aparición en pantalla fue en We Live Again, de Rouben Mamoulian. Pasó la segunda mitad de su vida dirigiendo el Hotel del Tahquitz en Palm Springs, California, un hotel que construyó en 1928. Fue propietaria del Hotel del Tahquitz hasta su muerte en 1961. Estuvo casada con el compositor ruso Constantin Bakaleinikoff. En L.A. Exposed: Strange Myths and Curious Legends in the City of Angels, el historiador Paul Young señaló a Ridgeway como una "estrella iconoclasta del cine mudo."

## Primeros años
Ridgeway nació como Fredricka Berneice Hawkes el 8 de abril de 1898 en Missoula, Montana, y más tarde se trasladó con su familia a Butte, donde asistió a la escuela primaria. Antes de establecerse como actriz de cine, Ridgeway trabajó como artista de vodevil y como amazona. En su adolescencia, Ridgeway viajó con su familia entre Montana y California, y asistió a la Escuela Preparatoria Hollywood de Los Ángeles. También recibió educación en Chicago.

## Carrera

### Inicios cinematográficos

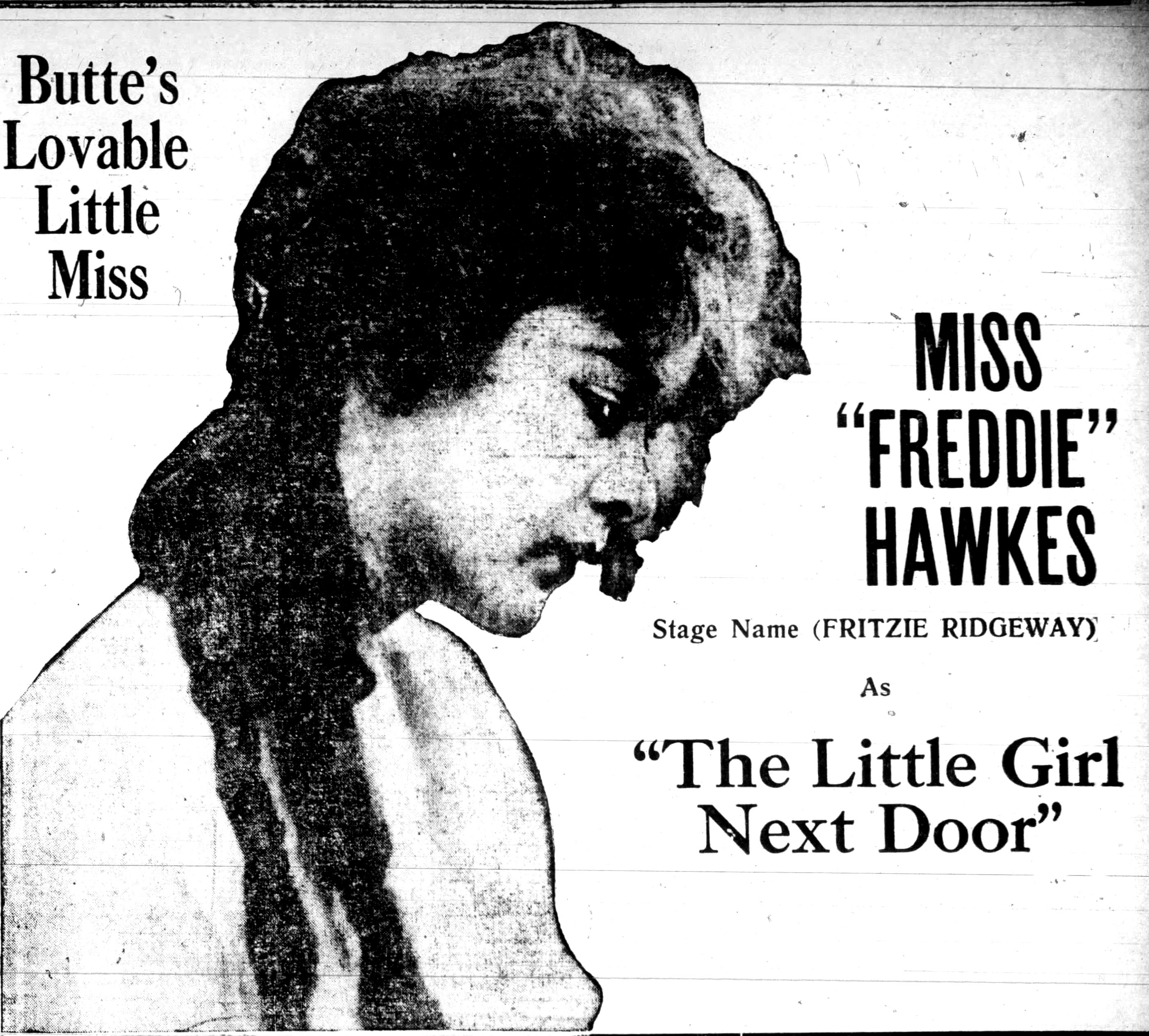
Publicidad de 1916 del largometraje "The Little Girl Next Door"

Debutó en el cine con el cortometraje The Bridesmaid's Secret (1916), y ese mismo año interpretó el papel principal del largometraje The Little Girl Next Door. Al año siguiente obtuvo su primer papel en una película wéstern, The Hero of the Hour (1917). Ridgeway aparecería después en varios cortometrajes wéstern mudos, como The Wrong Man (1917) y The Soul Herder (1917). Sus apariciones en películas del Oeste le valieron el apodo de "estrella vaquera" al principio de su carrera. Apareció como Evelyn Hastings en la película de 1917 The Learnin' of Jim Benton junto a Roy Stewart, y en una crítica se destacó su "encantadora" actuación en la película.
En 1919, Ridgeway apareció en la comedia de Victor Schertzinger When Doctors Disagree, seguida de un papel secundario en el drama de Tod Browning The Unpainted Woman (1919) para Universal Pictures. Continuó actuando en películas mudas hasta finales de la década de 1920, incluyendo papeles en el drama The Old Homestead (1922), el wéstern Ruggles of Red Gap (1923) y el drama The Enemy (1927), junto a Lillian Gish.

### Trabajo posterior y retiro
En 1932, apareció en la película pre-Code Ladies of the Big House, protagonizada por Sylvia Sidney y Gene Raymond, que recibió elogios positivos de la crítica, con una reseña en The New York Times en la que se señalaba que "la película consigue transmitir este terror con bastante éxito." En 1934, apareció en un papel secundario en la película de terror House of Mystery (1934) junto a Verna Hillie y John Sheehan. Ridgeway hizo su última aparición en la pantalla en un papel menor no acreditado en We Live Again (1934), una adaptación de Resurrección de León Tolstói, antes de retirarse de la actuación.
Ridgeway pasó los años que le quedaban dirigiendo el Hotel del Tahquitz, un hotel de 100 habitaciones que había construido en Palm Springs, California, en 1928.

## Vida personal
El 23 de noviembre de 1916, Ridgeway se casó con John Charles Webb Dill, de Hollywood. Ridgeway se casó con el compositor ruso Constantin Bakaleinikoff en Cincinnati, Ohio, el 23 de diciembre de 1925. En marzo de 1928, Ridgeway encargó al arquitecto Anthony Miller el diseño de una casa para ella, que se construyó en Los Ángeles, California. Más tarde se casaría con Walter D. Simm, con quien permaneció casada hasta su muerte de un ataque al corazón en 1961, a los 62 años.

## Filmografía
| Año  | Título                     | Papel              | Notas                               |
| ---- | -------------------------- | ------------------ | ----------------------------------- |
| 1916 | The Bridesmaid's Secret    | Hazel Field        | cortometraje                        |
| 1916 | The Little Girl Next Door  | papel del título   | cortometraje                        |
| 1917 | Where Glory Waits          | Scylla             | cortometraje                        |
| 1917 | The Hero of the Hour       | Mildred Nebeker    |                                     |
| 1917 | A Blissful Calamity        | Annie Smith        | cortometraje; como Fritzie Ridgeway |
| 1917 | The Wrong Man              | Anice Malone       | cortometraje                        |
| 1917 | High Speed                 | Susan              |                                     |
| 1917 | The Soul Herder            | Jane               | cortometraje                        |
| 1917 | The Calendar Girl          | Mazie              | como Fritzie Ridgeway               |
| 1917 | Up or Down?                | Esther Hollister   |                                     |
| 1917 | The Learnin' of Jim Benton | Evelyn Hastings    |                                     |
| 1918 | The Law's Outlaw           | Rose Davison       |                                     |
| 1918 | Real Folks                 | Joyce Clifton      |                                     |
| 1918 | Faith Endurin'             | Helen Dryer        |                                     |
| 1918 | The Danger Zone            | Marie Fitzmaurice  | como Fritzie Ridgeway               |
| 1918 | The Fire Flingers          | Ellen              | como Fritzie Ridgeway               |
| 1919 | When Doctors Disagree      | Violet Henny       |                                     |
| 1919 | The Unpainted Woman        | Edna               | como Fritzie Ridgeway               |
| 1919 | The Petal on the Current   | Cora Kinealy       | como Fritzie Ridgeway               |
| 1919 | Winning a Bride            | Mary Pendleton     |                                     |
| 1920 | Judy of Rogue's Harbor     | Olive Ketchel      |                                     |
| 1921 | Bring Him In               | Mary Mackay        |                                     |
| 1921 | The Fatal 30               |                    | [ 24 ]                              |
| 1922 | The Hate Trail             | Mary Munger        |                                     |
| 1922 | Boomerang Justice          | Ruth Randolph      |                                     |
| 1922 | The Old Homestead          | Ann                |                                     |
| 1923 | Trifling with Honor        | Ida Hunt           |                                     |
| 1923 | The Cricket on the Heart   | Bertha Plummer     |                                     |
| 1923 | Ruggles of Red Gap         | Emily Judson       |                                     |
| 1927 | Nobody's Widow             | Mademoiselle Renée |                                     |
| 1927 | Man Bait                   | Gloria             |                                     |
| 1927 | Getting Gertie's Garter    | Barbara Felton     |                                     |
| 1927 | Girl in the Rain           |                    |                                     |
| 1927 | Lonesome Ladies            | Dorothy            |                                     |
| 1927 | Face Value                 | Muriel Stanley     |                                     |
| 1927 | The Enemy                  | Mitzi Winkelmann   |                                     |
| 1928 | Flying Romeos              | Minnie             |                                     |
| 1928 | Son of the Golden West     | Rita               |                                     |
| 1928 | Red Hot Speed              | Slavey             |                                     |
| 1929 | This Is Heaven             | Mamie Chase        |                                     |
| 1930 | Hell's Heroes              | Madre              |                                     |
| 1930 | Prince of Diamonds         | Lolah              |                                     |
| 1931 | The Mad Parade             | Prudence Graham    |                                     |
| 1931 | Ladies of the Big House    | Reno Maggie        |                                     |
| 1932 | Frisco Jenny               | Miss Jessie        | sin acreditar                       |
| 1934 | House of Mystery           | Stella Walker      |                                     |
| 1934 | Little Man, What Now?      | Party Guest        | sin acreditar                       |
| 1934 | No Ransom                  | Miss Price         |                                     |
| 1934 | We Live Again              | Pelirroja          | sin acreditar                       |

## Trabajos citados
| - Jacobs, Diane (1994). Christmas in July: The Life and Art of Preston Sturges (reprint edición). University of California Press. ISBN 978-0-520-08928-0. - Klepper, Robert K. (2005). Silent Films, 1877–1996: A Critical Guide to 646 Movies (updated edición). McFarland. ISBN 978-0-786-42164-0. - Langman, Larry (2009). The Media in the Movies: A Catalog of American Journalism Films, 1900–1996. McFarland. ISBN 978-0-786-44091-7. - Lech, Steve (2005). Resorts of Riverside County. Charleston, SC: Arcadia. ISBN 978-0-73853-0-789. OCLC 62790503. - Mallory, Mary (2011). Hollywoodland. Images of America. Arcadia Publishing. ISBN 978-0-738-57478-3. - Rainey, Buck (1992). Sweethearts of the Sage: Biographies and Filmographies of 258 Actresses Appearing in Western Movies. McFarland. ISBN 978-0-899-50565-7. | - Sanchez, Nellie Van de Grift (1930). Hunt, Rockwell Dennis, ed. California and Californians 4. Lews Publishing Company. - Senn, Bryan (1996). Golden Horrors: An Illustrated Critical Filmography of Terror Cinema, 1931–1939. McFarland. ISBN 978-0-786-40175-8. - Vazzana, Eugene Michael (2001). Silent Film Necrology. McFarland. ISBN 978-0-786-41059-0. - Wild, Peter (2011). Heiress of Doom: Lois Kellogg of Palm Springs. Tucson, AZ: Estate of Peter Wild. OCLC 748583736. - Young, Paul (2002). L.A. Exposed: Strange Myths and Curious Legends in the City of Angels. St. Martin's Griffin. ISBN 978-0-312-20646-8. |

## Lectura adicional
- Doyle, Billy H. (1995).  Slide, Anthony, ed. The Ultimate Directory of the Silent Screen Performers: A Necrology of Births and Deaths and Essays on 50 Lost Players. Scarecrow Press. ISBN 978-0-810-82958-9.
- Langman, Larry (1992). A Guide to Silent Westerns. Greenwood. ISBN 978-0-313-27858-7.